# Droga krajowa B32 (Niemcy)
Droga krajowa 32 (niem. Bundesstraße 32, B 32) – niemiecka droga krajowa przebiegająca  na osi północny zachód południowy wschód od skrzyżowania z drogą B308 na obwodnicy Lindenburga w Bawarii do skrzyżowania z drogą B27 na obwodnicy Hechingen w Badenii Wirtembergii.

## Miejscowości leżące przy B31

### Bawaria
Lindenberg im Allgäu, Auers, Heimenkirch, Mellatz, Opfenbach, Wigratzbad, Hergatz.

### Badenia-Wirtembergia
Wangen im Allgäu, Herfatz, Geiselharz, Amtzell, Grünkraut, Ravensburg, Weingarten, Staig, Blitzenreute, Altshausen, Boms, Bad Saulgau, Herbertingen, Mengen, Scheer, Sigmaringendorf, Sigmaringen, Jungnau, Veringendorf, Veringenstadt, Hermentingen, Hettingen, Gammertingen, Neufra, Gauselfingen, Burladingen, Starzeln, Jungingen, Schlatt, Hechingen.